# یورش عمرو بن العاص
یورش عمرو بن العاص به روهات، در ژانویه ۶۳۰ میلادی، نهمین ماه از هشتمین سال هجری قمری صورت گرفت.

## راهزنی برای تخریب سووه
در همان ماه بت العزه توسط خالد بن ولید ویران شد، عمرو بن العاص مأمور شد تا بت دیگری را که بنی هذیل آن را می‌پرستید به نام سوئه نابود کند. قبلاً در فاصله سه کیلومتری از مکه ایستاده بود.
عمرو در مورد سؤالی که دربان مطرح کرد، گفت که محمد به او دستور داده است که بت را بکوبد. آن مرد به عمرو هشدار داد که نمی‌تواند این کار را انجام دهد. عمرو به بت نزدیک شد و آن را از بین برد، سپس تابوت کنار آن را شکست اما چیزی نیافت. آن مرد بلافاصله اسلام را پذیرفت.